# Schildförmiges Fußblatt

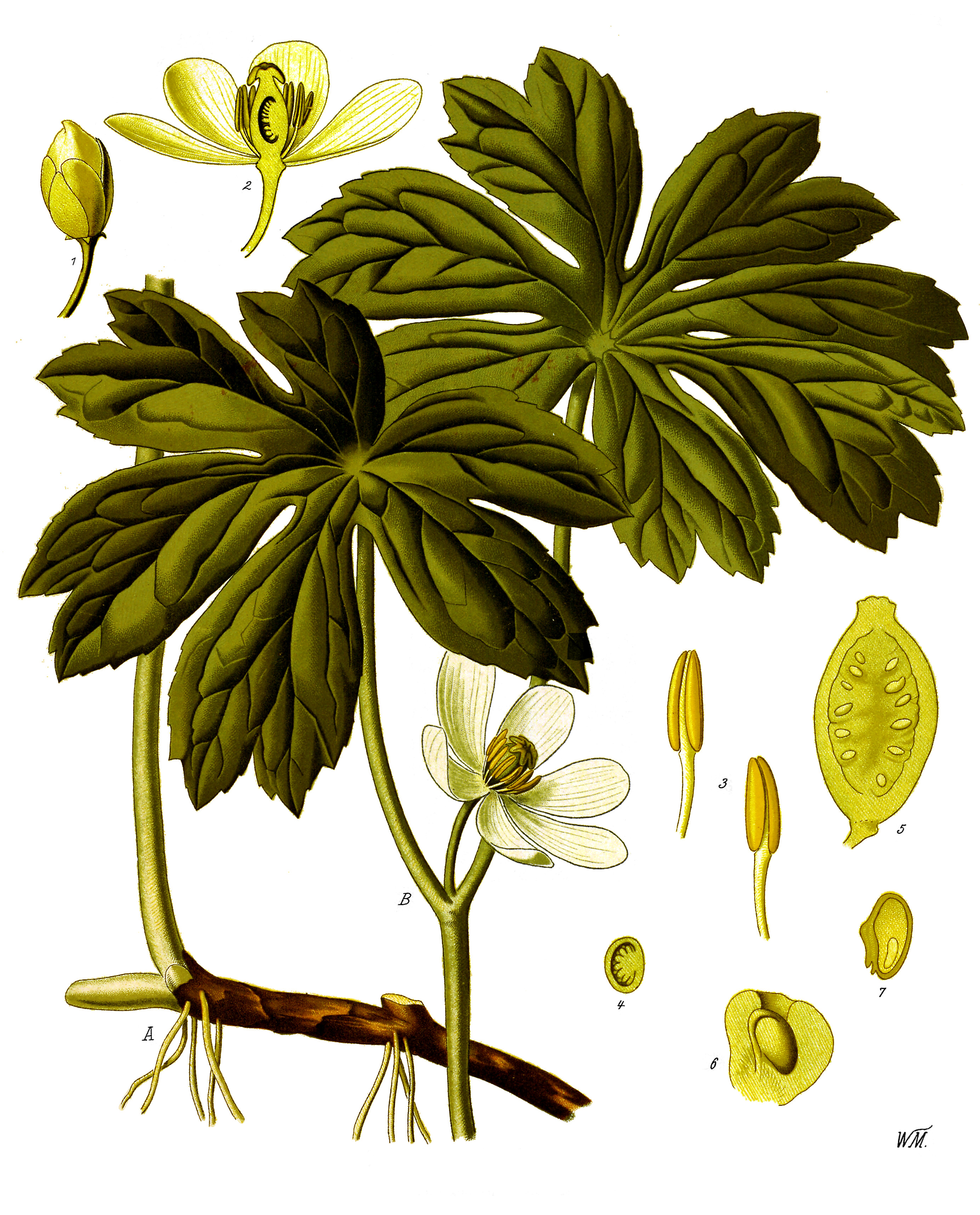
Illustration des Gewöhnlichen Maiapfels

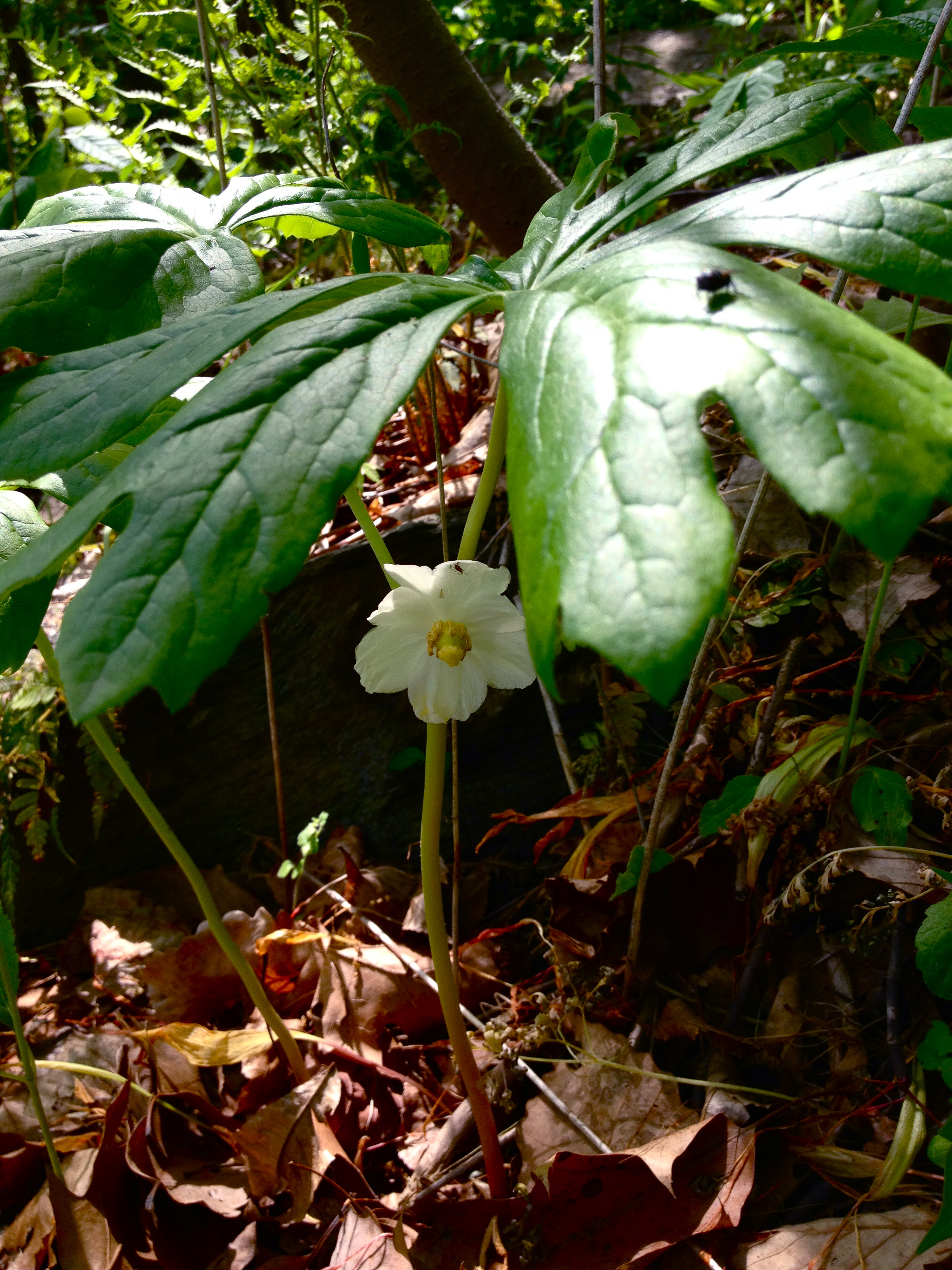
Das Schildförmige Fußblatt mit Blüte

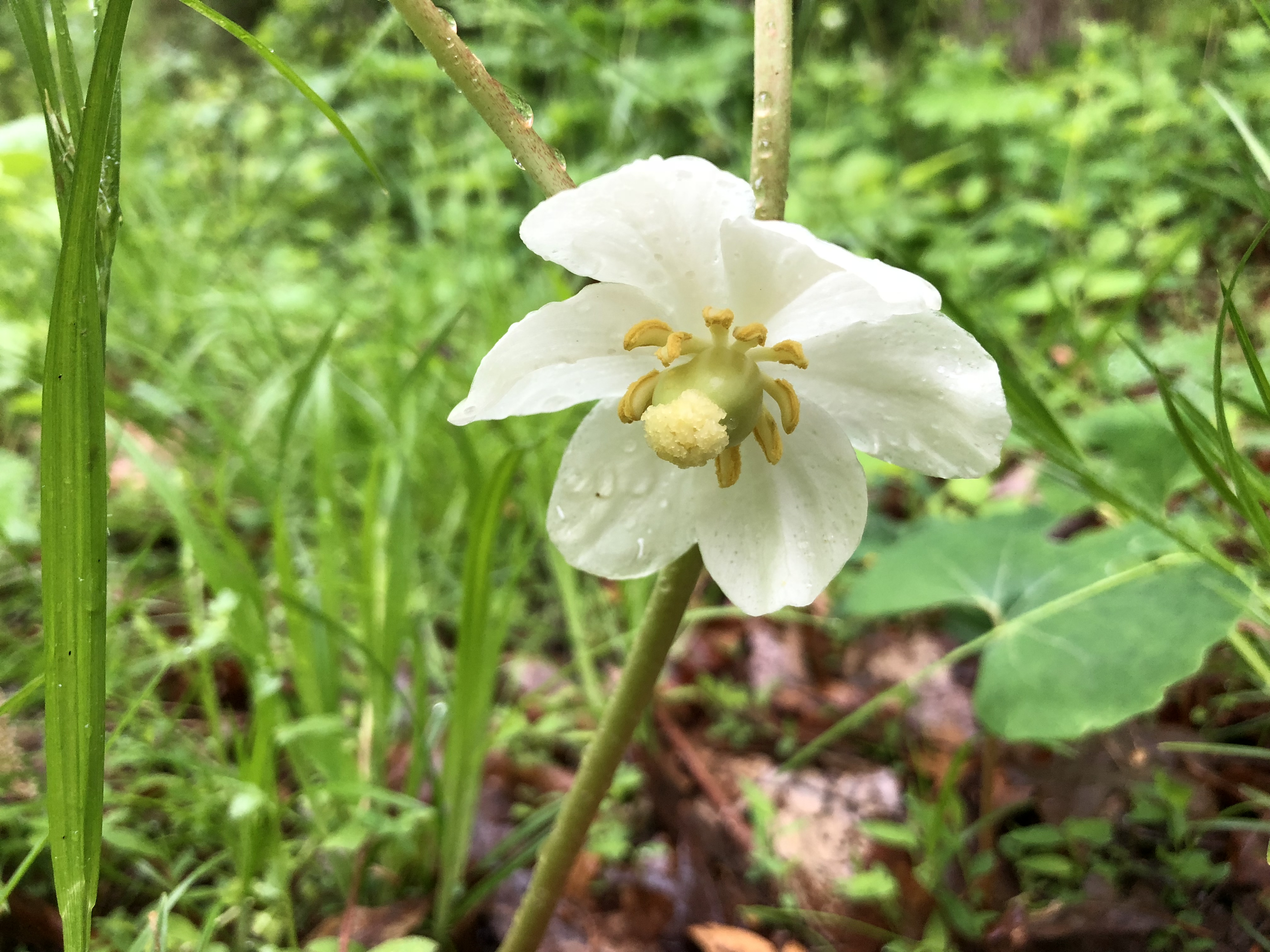
Die einzeln stehende Blüte

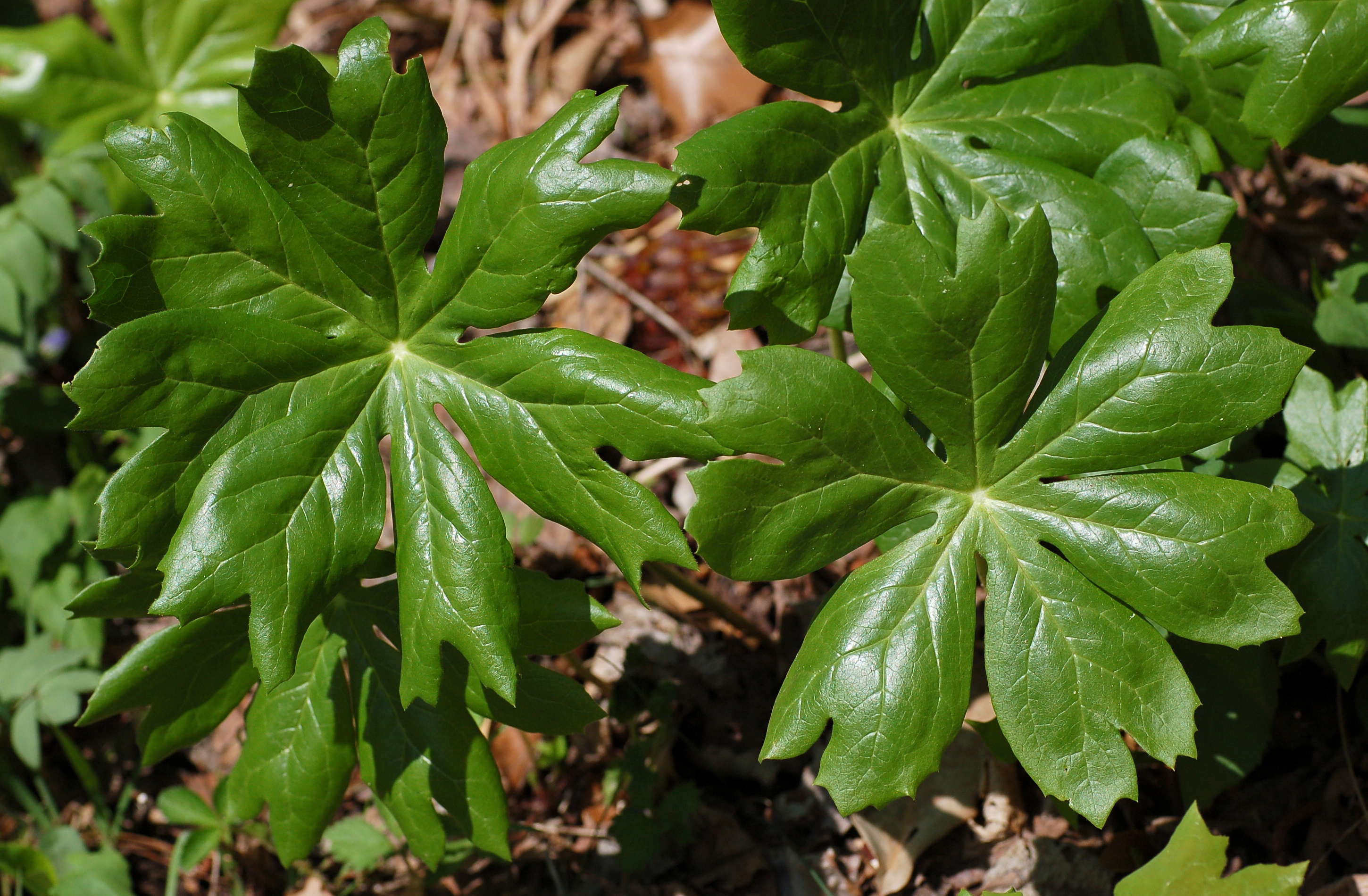
Die Blätter

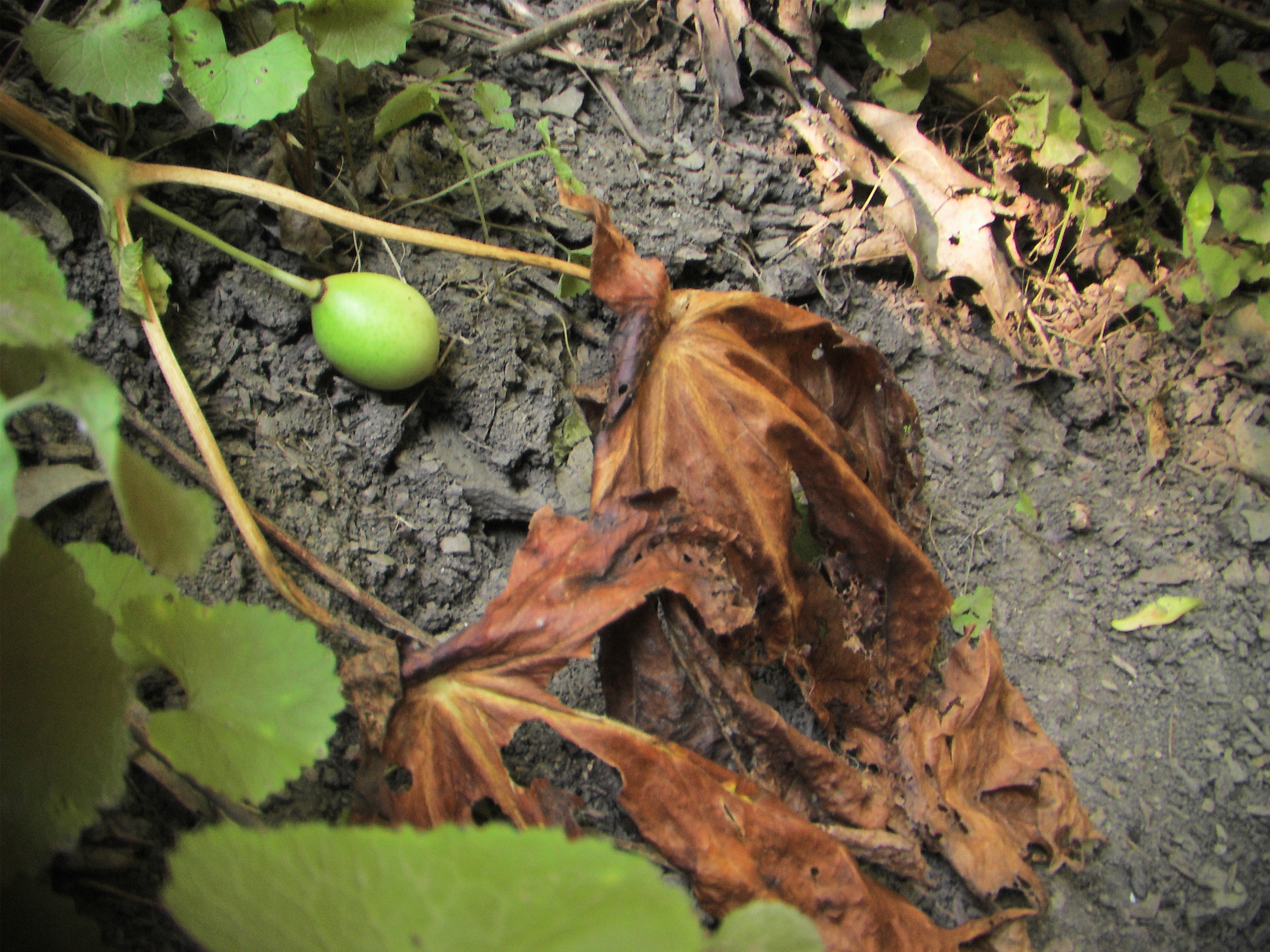
Eine unreife Frucht

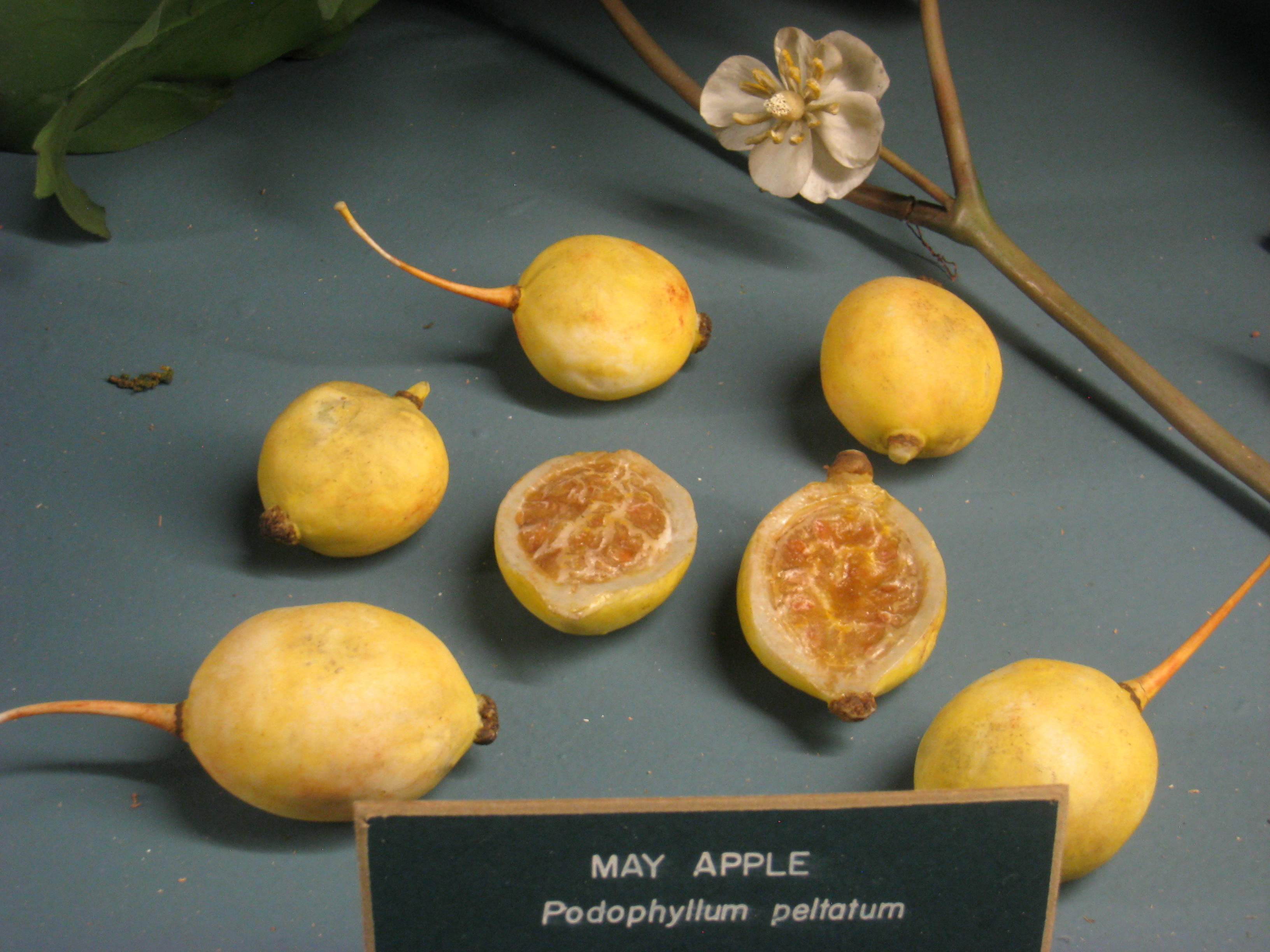
Botanisches Modell der Frucht

Das Schildförmige Fußblatt (Podophyllum peltatum), auch Maiapfel, Entenfuß oder Amerikanischer Maiapfel genannt, ist eine Pflanzenart aus der Gattung Podophyllum in der Familie der Berberitzengewächse (Berberidaceae). Es ist im östlichen Nordamerika beheimatet.

## Beschreibung
Das Schildförmige Fußblatt wächst als ausdauernde, aufrechte und krautige Pflanze bis zu 30(50) Zentimeter hoch. Es bildet ein reich verzweigtes, kriechendes, dunkelbraunes, genarbtes und dünnes Rhizom als Überdauerungsorgan. Dieses kann Längen von bis zu 2 Meter erreichen. Es erhebt sich ein steriler (er ist nur einblättrig) und fertiler (mehrblättrig) – Stängel in die Höhe. Der blütenlose Stängel trägt in der Regel nur ein zentrales, schildförmiges Laubblatt mit sieben bis neun Lappen. Der (fertile) blütentragende Stängel ist am Ende mit zwei gegenständigen Laubblättern versehen. Die großen, gestielten, blaugrünen, glänzenden, schildförmigen, handförmig geteilten bis zerschnittenen, bis 33–40 Zentimeter große Laubblätter weisen vier bis sieben verkehrt-eiförmige und teils gelappte, abgerundete bis spitze Lappen auf. Der Blattrand ist ganz bis gröber oder feiner, teils feinstachelspitzig, gezähnt, die Blätter sind unterseits leicht bis schwach behaart. Der Blattstiel ist bis 12 Zentimeter lang.
Endständig in der Blattgabel steht einzeln die große, zwittrige, unangenehm duftende, weiße bis seltener rosa, gestielte und nickende, dreizählige Blüte mit doppelter Blütenhülle, die einen Durchmesser bis etwa 6 cm aufweist. Der Blütenstiel ist bis 6 Zentimeter lang. Es sind bis zu 6 abfallende, bis etwa 2 Zentimeter lange Kelchblätter in 2 Kreisen ausgebildet. Die bis zu 9 verkehrt-eiförmigen Kronblätter in 2–3 Kreisen sind dachig und bis 3,5 Zentimeter lang. Es sind 6–18 kurze Staubblätter und ein oberständiger, einkammeriger Fruchtknoten mit kurzem Griffel und großer, kopfiger, lappiger Narbe vorhanden. Das Schildförmige Fußblatt blüht im zeitigen Frühjahr (Mai).
Im August und September reift eine pflaumengroße, bis 5,5 Zentimeter lange, zitronengelbe, genießbare und eiförmige bis ellipsoide, glatte, vielsamige (bis 30) Beere mit Narbenresten an der Spitze, die sogenannte „Wilde Limone“. Die bis 8 Millimeter langen, weißlich-beigen und abgeflachten, eiförmigen Samen sind von einem schleimigen Arillus fast ganz umhüllt, der dann dunkelbraun, membranös eintrocknet.
Alle vegetativen Pflanzenteile – Stängel, Blätter und Rhizom – sind giftig.
Die Chromosomenzahl beträgt 2n = 12.

## Vorkommen
Das Schildförmige Fußblatt stammt aus den schattigen Wäldern des atlantischen Nordamerika.
Der Maiapfel ist eine giftige Pflanze und wächst gewöhnlich, sehr häufig und großflächig, an den Rändern der feuchten, nordamerikanischen Laubwälder sowie auf Wiesen von Neuschottland über Ontario und Québec in Kanada entlang der Ostküste der USA bis nach Florida, Louisiana und Texas. In neuerer Zeit wird der Schildförmige Entenfuß immer mehr auch als Gartenzierpflanze kultiviert.

## Wichtige Inhaltsstoffe und Wirkungen
Bis auf die reife Beere sind alle übrigen Pflanzenteile giftig. Der getrocknete Wurzelstock mit den daran hängenden Wurzeln enthält Lignane mit Podophyllotoxin, Fußblattharz (Podophyllin), Flavonoide und Pflanzengummi. Der wichtigste Bestandteil ist das Harz (Podophyllin, Reinstoff Podophyllotoxin), das sich nach dem Trocknen bildet und seine stärkste Giftigkeit nach zwei Jahren erreicht. Die Arzneidroge weist zytostatische, antimykotische und virusstatische Wirkungen auf. Nach der Kommission E ist Podophyllin bei der Entfernung von Kondylomen wirksam. Die frische oder getrocknete Wurzel kann Reizungen auf der Haut auslösen. In großen Dosen verursacht Podophyllin eine blutige Magen-Darm-Entzündung, Krämpfe, Koordinationsstörungen, Koma, Geschwüre und eine Nierenentzündung. Der Tod kann durch Atemlähmung eintreten. Personen, die mit der gepulverten Droge arbeiten, können durch den Staub eine Bindehautentzündung und eine Entzündung der Augenhornhaut bekommen.

## Verwendung

### In der Medizin
Der Wirkstoff Podophyllum weist eine sichere, aber langsame, abführende Wirkung auf. Im Unterschied zu anderen Abführmitteln sind die Wirkungen anhaltend. Aber schon in einer Dosierung von etwa 1,5 Gramm bis 3 Gramm (etwa 30 bis 60 Gran) ist die frisch getrocknete Wurzel ein drastisches Abführ- und Brechmittel. Kleine und wiederholte Dosen können einen vermehrten Speichelfluss auslösen. Erwähnenswert sind auch die Beziehung zum Leber-Gallen-System und die gallentreibende Kraft dieser Substanz. Seine wichtigste Bedeutung hat das enthaltene Podophyllotoxin in der äußerlichen Behandlung von Feigwarzen und als Rohstoff in der Chemotherapie von Krebs. Zu seinen Glycosiden gehören die Zytostatika Teniposid und Etoposid, die das Enzym Topoisomerase II hemmen und durch die so bewirkte Unterbindung der Zellteilung Krebszellen zum programmierten Absterben führen.

### In der Kulturgeschichte
Von den nordamerikanischen Indianern wurde die Maiapfelwurzel als Abführ-, Brech- und als Wurmmittel häufig verwendet. Neben der Wurzel des Schierlings war die Maiapfelwurzel bei der indigenen Bevölkerung ein Mittel, um den Freitod herbeizuführen. Eine gefährliche Wirkverstärkung kann durch Alkoholkonsum erreicht werden.

### Früchte
Die aromatischen und süß-sauren Früchte sind essbar, aber nur vollreif und am besten geschält. Sie können roh oder gekocht verwendet werden, allerdings sollte man sie nur sparsam verwenden, denn sie haben eine leicht abführenden Wirkung. Die Samen sollte man nicht essen.

## Namensgebung
Der botanische Gattungsname Podophyllum wird vom griechischen pous, podos "Fuß" und phyllon φύλλον "Blatt" abgeleitet. Das Artepitheton peltatum ist auf pelta "kleiner, leichter Schild" in Bezug auf die schildförmigen (peltaten) Blätter zurückzuführen. Die Bezeichnung "Maiapfel" bezieht sich auf die Frucht, die sich aus der im Mai erscheinenden Blüte entwickelt. Die deutsche Bezeichnung "Entenfuß" ist den schildförmigen Blättern, die einem Entenfuß ähneln, zu verdanken. Die Droge aus dem Wurzelstock heißt Rhizoma Podophylli.

## Wissenswertes
Die englischen Siedler bezeichneten das Schildförmige Fußblatt (Podophyllum peltatum) ursprünglich als Mandrake, dem englischen Namen für Alraune (Mandragora officinarum), da von den nordamerikanischen Indigenen Völkern die Maiapfelwurzel als Amulett oder Medizin verwendet wurde, obwohl keine psychoaktiven Inhaltsstoffe nachgewiesen wurden.
Das Schildförmige Fußblatt ist einziger Wirt des Rostpilzes Allodus podophylli.